# Securigera parviflora
Securigera parviflora là một loài thực vật có hoa trong họ Đậu. Loài này được (Desv.) Lassen miêu tả khoa học đầu tiên.